# قلعة حارم

## معلومات عن قلعة حارم
تعد من أشهر المعالم السياحية في سوريا، والتي تعود أصولها إلى الفترة البيزنطية في القرن العاشر الميلادي. إذ شهدت القلعة عمليات هدم وإعادة بناء عبر العصور الصليبية والإسلامية، مما أضاف إلى بنيتها المتعددة الطبقات تاريخياً وثقافياً.

## الموقع
تقع في الشمال الشرقي من محافظة إدلب في سوريا. في جبل باريشا إلى القرب مباشرة من بلدة حارم، وتبعد عن حلب حوالي 70 كم غرباً.
تشرف على سهل العمق، وتسيطر على الطريق بين أنطاكية وحلب.
تنتصب القلعة فوق مرتفع صخري ازداد ارتفاعه صنعياً على مر العصور بالاستيطان السكاني، ربما كان محمياً من جميع جهاته بقناة مائية شقت عميقاً في الصخر من الجهة الشمالية الشرقية.
رصفت منحدرات التل الذي يقوم عليها ذلك الحصن المنيع بحجارة ملس ما عدا المنحدر الشمالي الذي يكاد أن يكون عمودياً على التل، وصف حوله خندق، وفي بعض أقسام التل نقر الصخر استكمالاً للحفر.
كانت القلعة مربعة الشكل، تهدم سورها، وبعض أبراجها.
والقلعة تتميز بالطراز الهندسي العسكري، أما تخطيط سورها فإنه يشبه إلى حد كبير تخطيط سور قلعة بصرى

## وصف القلعة
يحيط بالقلعة من الشمال الشرقي خندق كبير بطول 25 متراً وعرض 8 أمتار وتضم القلعة بين جنباتها ابراج مراقبة وجدران ضخمة وحمامات وسراديب سرية تربط أعلى القلعة بأسفلها وفيها نبع ماء يسقي سكان مدينة حارم وبالدخول من مدخل القلعة يتصدر مستودع صغير ثم ممرين من اليمين والشمال ثم يليهم سوق يضم 12 محلاً وبينها مداخل على المستودعات والغرف على سطح القلعة بئر اصطناعي كانت تخرج منه المياه بواسطة دولاب خشبي من نبع الماء الموجود تحت القلعة وبجواره خزان ماء تتفرع منه قنوات الحمام الفخارية بالإضافة إلى سرداب آخر يؤدي إلى النبع الموجود تحت القلعة بعمق يصل إلى 150 متراً.
.